# Agios Ioannis Theologos (Lygourio)

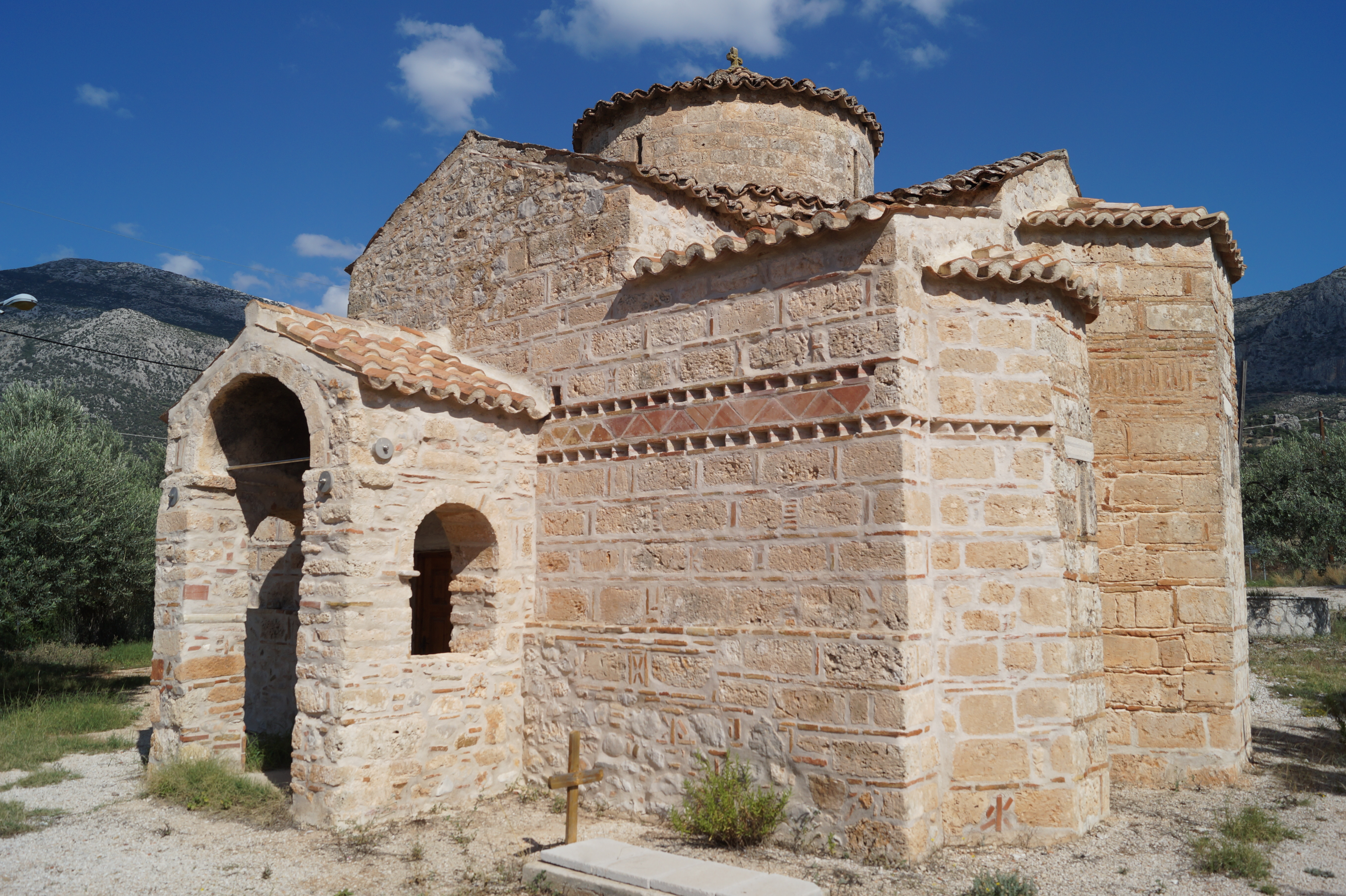
Blick von Südosten auf die Kirche

Die Kirche Agios Ioannis Theologos (griechisch Άγιος Ιωάννης ο Θεολόγος) steht etwa 4 km nordöstlich des griechischen Ortes Lygourio an der Straße nach Nea Epidavros. Der Ort wird auch Paligourio genannt. Hier lag das mittelalterliche Lygourio unterhalb einer Burg, bevor es an seine heutige Stelle verlegt wurde.

## Geschichte
Die Kirche wurde Mitte des 11. Jahrhunderts errichtet. Sie war nicht verputzt und hatte auch keine Fresken. Warum und wann sie einstürzte, ist unbekannt. Vermutlich im 19. Jahrhundert wurde sie wieder aufgebaut und als Katholikon eines kleinen Klosters verwendet. Als der griechische Architekt Stavros V. Mamaloukos das Gebäude 1984 untersuchte, gab es noch eine Klosterzelle von 4,70 m mal 3,60 m, die am westlichen Ende der Südwand angebaut war. Die Anwohner berichteten ihm, dass es an der Nordwand einen ähnlichen Anbau gab. Es gibt auch Forscher, die den Wiederaufbau in die Zeit der zweiten Venezianischen Herrschaft (1685–1715) legen. Reste von Malerei im Innern der Kirche stammen aus der zweiten Nutzungsphase. 1964 wurde die heute noch vorhandene Ikonostase installiert. 2009 wurde die Kirche restauriert. Hierbei wurde auch die angebaute Klosterzelle abgerissen. Bei begleitenden Ausgrabungen entdeckte man Gräber aus dem 12. bis 14. Jahrhundert.

## Beschreibung

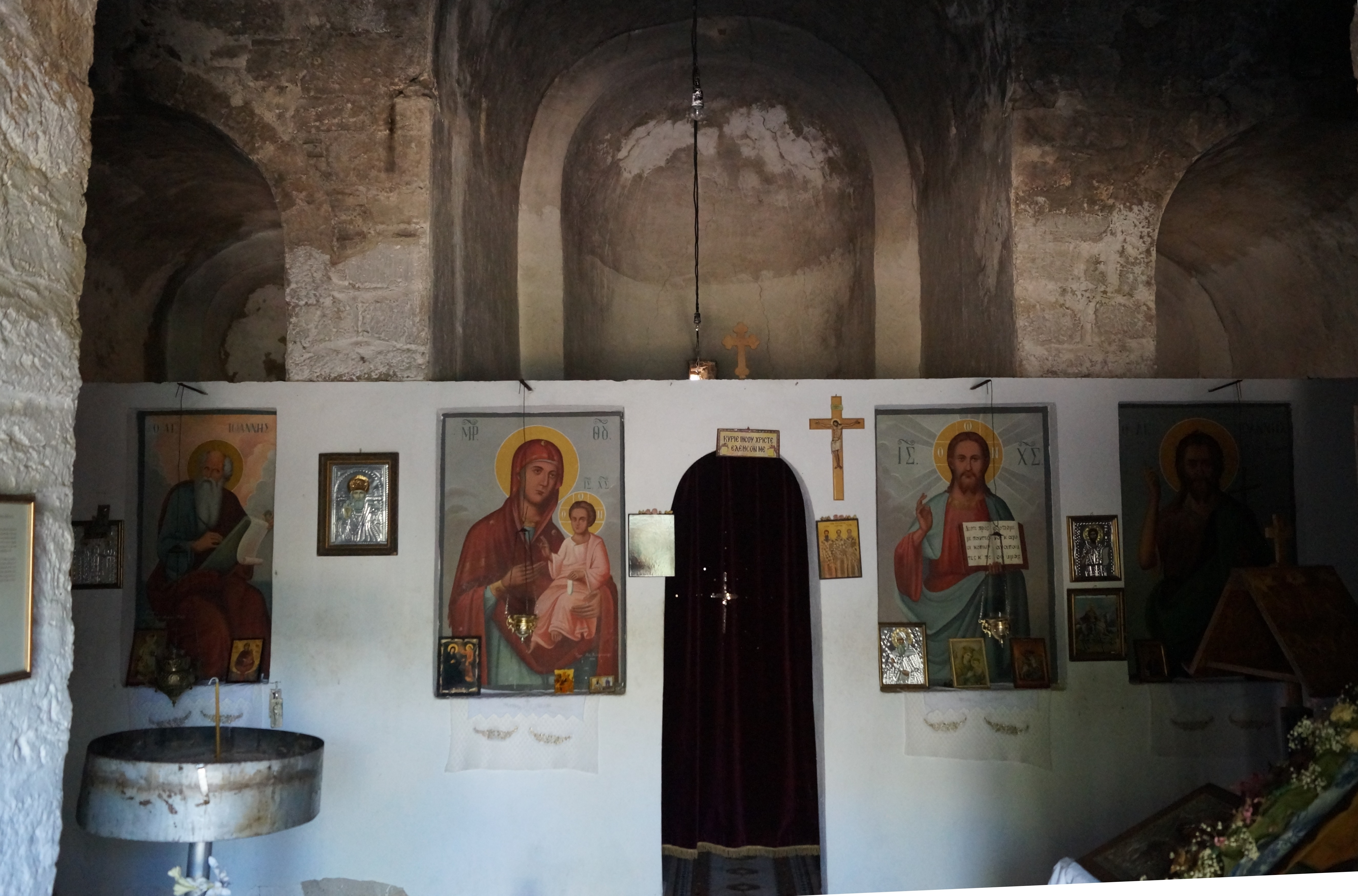
Ikonostase der Kirche

Agios Ioannis Theologos ist eine Zweisäulen-Kreuzkuppelkirche. Die dreischiffige Kirche hat eine Länge von 8,30 m und eine Breite von 7,90 m. Der Haupteingang befindet sich an der Westseite. Ein zweiter Eingang mit Propylon gibt es an der Südseite. Zum Bau der Kirche wurde antikes Baumaterial aus Poros, Kalkstein und Ziegeln verwendet. Die Außenmauern wurden im Stil des Cloisonné-Mauerwerks errichtet. In etwa 3 m Höhe gab es einen Streifen Opus reticulatum, der aus dreieckigen Steingutfliesen besteht und früher einmal um die Kirche verlief. Er wird jeweils oben und unten von einer Zahnleiste eingerahmt. Es sind auch noch Teile von Ziegelornamenten erhalten, die teilweise Pseudokufische Verzierung zeigen. Die Südwand ist fast komplett noch in ihrem ursprünglichen Zustand erhalten. Nur die doppelten Fensterbögen im Giebel des Querschiffs sind nicht mehr vorhanden. Vom Ostteil ist noch der untere Teil der ursprünglichen Mauern vorhanden. Die Bogenfenster an den Apsiden der Seitenschiffe und das Doppelbogenfenster an der mittleren Apsis wurden durch schmale rechteckige Schlitze ersetzt. Die Nordwand ist nur im unteren Teil erhalten und auch hier sind die Fenster im Giebel des Querschiffs verschwunden. Von der Westwand ist kaum noch etwas vom Originalzustand vorhanden. Wahrscheinlich gab es früher drei Eingänge an dieser Seite – für jedes Schiff einen. Über der Tür gibt es ein rundes Oberlicht. Auch der Tambour wurde stark verändert. Er war früher höher und hatte vier Bogenfenster statt der heute vorhandenen schmalen Schlitze. Die Kuppel war ursprünglich hemisphärisch.
Das Innere ist auch heute nicht verputzt. Nur am südlichen Bogen unterhalb der Kuppel ist ein kleiner Rest an Bemalung von der zweiten Nutzungsphase erhalten. Vereinzelt wurden auch alte Marmorfragmente verbaut. In der Nordwand gibt es ein Arkosolium, was darauf hindeutet, dass es hier ein Grab gab. Die Kuppel wird von vier Säulen getragen, wobei die östlichen Säulen in die Sperrmauern zwischen den Schiffen integriert wurden. Die vier Ikonen in der Ikonostase zeigen von links nach rechts den Evangelisten Johannes, dem die Kirche geweiht ist, Maria, Jesus Christus und Johannes den Täufer. Im Heiligtum hinter der Ikonostase sieht man den Altar. Der Boden ist mit schwarzen und weißen Fliesen belegt.